# Uwaga, niebezpieczeństwo!
Uwaga, niebezpieczeństwo! (tyt. oryg. Опасно для жизни!) – radziecki film fabularny z 1985 roku, w reżyserii Leonida Gajdaja.

## Opis fabuły
Bohaterem filmu jest Spartak Mołodcow zwalczający nieprawidłowości, które zauważa w codziennym życiu. Taka postawa sprawia mu wiele problemów i nie znajduje zrozumienia u jego zwierzchnika, kierownika Pierediełkina. W drodze do pracy Mołodcow zauważa pęknięty przewód wysokiego napięcia. W trosce o innych obywateli postanawia strzec niebezpiecznego miejsca.
Zdjęcia do filmu realizowano w Czerniowcach i Kamieńcu Podolskim. W 1985 film obejrzało w ZSRR 20,5 mln widzów.

## Obsada
- Leonid Kurawlow, jako Spartak Mołodcow
- Gieorgij Wicyn, jako Aleksandr Czokopow
- Łarisa Udowiczenko, jako Katierina Iwanowna, siostra Mołodcowa
- Władimir Nosik, jako Maksim Dimitriew, mąż Katieriny Iwanowny
- Tatiana Krawczenko, jako Tamara
- Borisław Brondukow, jako Andriej Pierediełkin
- Nina Grebeszkowa, jako Zinaida Pietrowna
- Michaił Kokszenow, jako lejtnant Rokotow
- Maksim Rajewski, jako Kliment
- Muza Krepkogorska, jako szachistka
- Nina Masłowa, jako dama z pieskiem